# Lucie de Lange
Lucie de Lange, pseudoniem van Lucie Janine Michielsen (Amsterdam, 12 juni 1957), is een Nederlands actrice, stemactrice en zangeres.

## Levensloop
Lucie de Lange werd geboren als dochter van wijlen Cees de Lange en Lucie Steijn. Ze studeerde piano, slagwerk en solfège aan het Haarlemmermeers Muzieklyceum, waarna ze als productieassistent bij TROS Radio ging werken. Haar grootste bekendheid heeft ze te danken aan haar rollen in de musicals van Jos Brink. Nadat De Lange een aantal producties met Jon van Eerd had gespeeld, zoals Een Rits te Ver en Dubbel Op, werd het duo in de pers omschreven als de 'Nederlandse Basil en Sybil Fawlty'.
Ze speelde in 1987 met André van Duin, Frans van Dusschoten en Hans Otjes in De Ep Oorklep Show. In 1993 en 1998 was ze in de rol van huisvrouw te zien in de televisieserie Flodder.
Van 27 maart tot en met 10 april 2004 stond De Lange met onder meer Astrid Nijgh en Harry Slinger in Theater Bellevue in Amsterdam met het programma Een Schitterende Jongen, 'een cabareteske reis door de tijd in de strijd voor de homo-emancipatie'. De show bevatte liedjes van Purper, Jan Rot, Benny Neyman, Paul de Leeuw en Annie M.G. Schmidt.
Van januari tot en met april 2012 was De Lange te zien in de door Jos Brink geschreven komedie Bessen. In seizoen 2012/2013 was ze te zien in de musical De Jantjes als alternate Na Druppel. 
De Lange woont in het Overijsselse stadje Blokzijl.

## Musicals
- Freule Mariëtte van Heusden Hurgonje in Maskerade (1979-1980)
- Bella van Houten in Amerika, Amerika (1981-1982)
- Evenaar (1983-1985)
- Madame Arthur (1985-1987)
- Max Havelaar (1987-1988)
- Koffiejuffrouw Fé / de goede fee in Zzinderella (1995-1997)
- Kathie Johnson in Joe (1997-1998)
- Onder ons, met o.a. Danny de Munk (2003, De Zonnebloem Theatertour)
- De Jantjes (2012-2013) alternate Na Druppel

## Cabaret, toneel en theater
- Wacht u voor de hond (1976-1977)
- Tekstpierement in Onroerend Goed (1977)
- Deusjevoo (1977-1978)
- Van wie zou dat nou zijn? (1978-1979)
- Er wordt gestrooid (1988-1991)
- Zuster Annunciata / Els in Non-Actief (1993-1995)
- Over en weer (1999-2000)
- Een Rits te Ver (2005-2006)
- Dubbel Op (2006-2007)
- Oranje Boven (2010-2011) reprise
- Bessen (2012)
- Harrie en Twee Meesters (2013-2014)

## Nasynchronisatie
Lucie de Lange sprak de stem in van onder meer:
- Baby Victor in The Why Why Family
- De moeder van Koekiemonster, Zoë en Rosemarie in Sesamstraat
- Nini en mevrouw Goverts in Shin Chan
- Clarabella Koe in Mickey, Donald en Goofy als de drie musketiers
- De 'robotvrouw' Cyanide in Robbedoes en Kwabbernoot
- Pandora in Detective Bogey
- Tessa in De Drieling
- Wezel in Dieren van het Wakkere Woud
- Sassette, Chloorhydris en Bolle Greet in de De Smurfen
- De nieuwslezeres in Ovide en zijn vriendjes, tevens zangeres van de titelsong
- Priscilla in Calimero en Calimero (1992)
- Diane in Maple Town Tevens zangeres van de titelsong
- Mevrouw Puff in SpongeBob SquarePants
- Verschillende personages in The Fairytaler
- Oppasser Alice in De pinguïns van Madagascar
- Vrouwe Goeds in Villa Volta (attractie in de Efteling)
- Nederlandse stem Bianca Castafiore in De avonturen van Kuifje: Het geheim van de eenhoorn
- Anabel in Eek! The Cat
- Oma van Sid in Ice Age: Continental Drift (2012)
- Miss Fritter in Cars 3 (2017)
- Mama Coco in Coco (2017)
- Balonnendame in Mary Poppins Returns (2018)
- Mevrouw Tweedy in Chicken Run: Dawn of the Nugget (2023)

## Filmografie
- Flodder (televisieserie) - Buurvrouw (11 afl., 1993-1999)
- Het is de schaapzucht, gentlemen (televisiefilm, 1996) - Rol onbekend (voice-over)
- De Ep Oorklep Show (televisieserie) - Barvrouw (1987)